# Адарнасе IV
Адарнасе IV (груз. ადარნასე IV; умер 923 г.) или Адарнасе II — царь картвелов и куропалат из Картли, правитель Тао-Кларджети из династии Багратионов. Был коронован в 888 году армянским царём Ашотом I. Он унаследовал от своего отца, Давида I владения в нижнем Тао, когда последний был убит Насром в 881 году, после чего Насра с помощью Византии безуспешно вторгается в его владения, после чего 888 году он стал первым Багратидом получившим титул «царь картвелов», чтобы показать свою независимость от Византии. С помощью соседней Армении он укрепил свою власть и получил контроль над Картли, и позже был признан византийцами курапалатом в 891 году, после убийства Гургена I, князя Верхнего Тао. Правление Адарнасе IV отмечено изменением политической ориентации Грузии, уходом от провизантийской ориентации и началом сотрудничества с Арменией и, соответственно, с Аббасидским халифатом.

## Биография

### Ранние годы
Адарнасе Багратион родился во второй половине IX века, он единственный известный сын куропалата Давида I. Его отец формально являлся подданным Византийской империи, из-за чего Адарнасе принял титул куропалата, присвоенный ему византийским императором Василием I. Он управлял Тао в течение пяти лет.
Адарнасе воспользовался кампаниями Византии в Италии, чтобы утвердить свою независимость связался с Ашотом I Багратуни, верховным князем соседней Армении из старшей ветви рода Багратидов, и Аббасидским халифатом в рискованной дипломатической стратегии. В 881 году по инициативе Византии и влиятельного феодала Липарита Багваши произошел конфликт между Давидом и Насром. Давид был убит, после чего Насра начинает захватывать его территории.
Липариту Багваши и Ашоту, царю Армении, удалось изгнать Насру в Константинополь и уполномочить молодого Адарнасе на пост своего отца. Византия отказалась признать его в качестве старшего из Багратионов и присваивает титул куропалата его двоюродному брату Гургену, князю Верхнего Тао, таким образом продолжая римскую политику разделяй и властвуй на Кавказе.
Адарнасе начал свое правление постройкой Банского собора, построенный с помощью архитектора Квирике, которого он позже назначил первым епископосом Баны. Несмотря на то, что владение Адарнасе к югу от Тао находился на границе с Византией, он проводил в основном независимую политику.

### Победа над Византией
В 884 году Ашот I Багратуни был коронован как царь Армении, таким образом провозгласив свою независимость от Византии и его союз с Аббасидским халифатом. Это подталкивает Константинополь к вторжению в Закавказье, чтобы восстановить свои порядок, и в 887 году князь Баграт, находящийся в изгнании в Византии после убийства его дяди Димитрия II, царя Абхазии, вторгся с византийским флотом на побережье Грузии. Он убивает узурпатора, который царствовал на его месте и провозглашается царем Абхазии, возвращая это царство под контроль империи. В 888 году Насра, в свою очередь, высадился в Абхазии, чтобы вторгнуться в Картли с абхазскими войсками.
После разорения многих грузинских провинций без сопротивлении, Насра заручился поддержкой местной знати и поддержкой и вождя Алании Багатаром, нападает на Самцхе и Тао. Адарнасе возглавил сопротивление, к нему присоединяются Ашот, царь Армении, куропалат Гурген и Липарит Багваши, но его войска остаются значительно менее многочисленными, чем провизантийские силы. После столкновения двух армий на берегах Мтквари в провинции Самцхе, Адарнасе наносит решающее поражение захватчикам. Насра находит убежище в городе Аспиндза, где его захватывают и казнят по приказу Адарнасе.
Победа 888 года положила конец византийскому вторжению в Закавказье и обеспечила независимость Армении и грузинских земель, при этом укрепив господство Багратионов нижнего Тао над Картли. При Адарнасе Липарит Багваши учреждает княжество в Клдекари, которое будет источником политической нестабильности в Грузии до XII века.

### Консолидация власти
Победа Адарнасе изменила ход истории Грузии, когда в 888 году он принял титул ქართუელთა მეფე «Картвелта мепе» или «Царь грузин». Это решение не только повторяет аналогичное решение Ашота, царя Армении в 884 году, оно символизирует возвращение утраченной царствености Грузии, упраздненной во время завоевания Сасанидской Персией в 523 году, более чем тремя веками ранее. Таким образом, провозглашение царства Иберии формализует притязания Адарнасе и его линии на Картли (внутренняя Иберия), провинцию в центре современной Грузии, который был также в центре внимании Абхазии, Армении, Кахетии, Тифлисского эмирата и Византии. Надпись на монастыре Самтавро указывает на то, что Адарнасе был коронован в Мцхете, религиозной столице Грузии, католикосом Арсеном I в символическом жесте, несмотря на то, что Мцхета выходила за границы его царства.
Геополитическая важность жеста Адарнасе также отмечена современной историографией: принимая титул царя, он провозглашает свою независимость от самодержавной власти Византии. Это также означает новое направление во внешней политике Багратионов: Адарнасе начинает сотрудничество с Арменией и, соответственно, с халифатом Аббасидов, несмотря на упадок последних.
В то время как независимость царства признается его соседями, статус отношений между Адарнасе и Арменией не ясен: согласно армянскому историку Ованнесу Драсханакертци, политика Адарнасе следовала Ашоту, царю Армении, отмечая вассальность нового царя в отношении его армянского соседа. Ашот и его потомки используют титул «царь армянских и грузинских царей», символ армянского превосходства над регионом, в то время как в современных надписях Адарнасе только упоминаются как «царь».
Адарнасе IV начинает политику экспансии на юг, укрепляя город Шавшети и присоединив многие византийские провинции к его царству, вплоть до Эрзурума. Территории царя захватывала власть над всей восточной и южной частью Грузии. Это расширение могла иметь место с согласия Константинополя, который принимает новую ситуацию в Закавказье и пытается дипломатического примирения. Таким образом, в 891 году, когда Адарнасе вступил в конфликт с куропалатом Гургеном, Византия не пришла на помощь последнему.
Адарнасе IV и Баграт Артануджели объединяют силы против Гургена, который владел соседней провинцией Самцхе. В 891 году два лагеря столкнулись во время битвы при Мглинави в долине Артануджи, который окончилась поражением Гургена и аннексии его владений Артануджи. Царь берет в заложники куропалата, но он умирает от своих ран. Византийская империя признала его не только царем иберов, но и куропалатом, не изменив проармянской ориентации Адарнасе. Сыновья Гургена, тем не менее, наследуют княжество Тао, официально подчиняющееся царству Иберов, но сохраняющее большую степень автономии.

### Альянс с Арменией
Союз между Адарнасе IV и Арменией виден в 891 году после смерти Ашота Багратуни, когда царь грузин принял участие в похоронах своего союзника. Во время посещения Армении он впервые посетил спарапета Абаса, брата покойного царя и губернатора Карса, который сам объявил о своих претензиях на армянский престол, таким образом опасаясь поддержки потенциальному наследнику — Смбату Багратуни- Адарнасе был заключен в тюрьму и был освобожден только после дипломатических переговоров грузин. В Эразгаворе Адарнасе встречает траурного Смбата и призывает его активно взять под контроль свое царство, чтобы избежать его разделения: он одевает его царскую одежду и коронуют его, таким образом формализуя признание Смбата I законным царем Армении.
На обратном пути Адарнасе был снова захвачен Абасом, который запирает его в цитадел Карса. Армянский католикос Геворг II Гарнеци попытался договориться об освобождении, предложив Абасу два стратегических города, в то время как Адарнасе предложил ему в качестве заложника вместо него своего старшего сына Давида Багратиона. Наконец, царь Смбат осадил Абаса, прежде чем обменять свою свободу на свободу своего младшего сына Абаса и на контроль над Васпураканом.
В 895 году Халид ибн Язид аль-Шайбани, арабский губернатор Дияр-Бакра, вторгся на юг Армении. Смбат и Адарнасе вместе образуют от 60 000 до 100 000 войска, чтобы удержать захватчика, но последнему удается победить их после предательства генерала Гагика Абумравана Арцруни. В 896 году Мухаммед ибн Абиль-Садж, Саджидский эмир Азербайджана, в свою очередь вторгся в Армению и потребовал поддержки Адарнасе, который отказался и снова пришел на помощь Смбату, когда он потерял Карс. в 901 году эмир умер от болезни и был заменен Девдад ибн Мухаммедом, который заключил мир с христианами. Адарнасе принял участие в праздничном банкете со своим армянским коллегой в Эразгаворе. В 899 году, благодаря дружбе и подтверждению отношений между двумя царями, Смбат в свою очередь короновал Адарнасе как царя грузин (иберов).
Однако ситуация в Закавказье постепенно меняется. Кахетинский князь Фадла I и его преемник Квирике I усилились в восточной Грузии и наладили хорошие отношения с арабами Тифлиса и Азербайджана, и одновременно мелкие дворяне Внутренней Картли добились большой автономии, из-за чего Картли потеряло контроль над регионом. Около 900 года Адарнасе IV, видя неспособность Армении должным образом противостоять арабским захватчикам и уравновешивать растущие силы Кахетии и Абхазии, сам начал стремиться к господству над Закавказьем.

### Война против Абхазии
Под влиянием Смбата Адарнасе сталд враждебно относиться к Абхазскому царству, где царь Константин III оставался верным союзником Византии. В основе конфликта лежит господство над Картли, имевшем стратегическое значение и формально находящимся под управлением Адарнасе. В 904 году абхазская армия вторглась в Картли, захватила город Уплисцихе, и разорила остальную часть провинции. Адарнасе и Смбат сформировали объединенный фронт для защиты Гугарка, армяно-грузинской провинции к югу от Шида Картли, где грузинский царь разбил лагерь со своим армянским союзником.
Чтобы избежать вторжения в Армению, Смбат, посоветовавшись с Адарнасе, решил вступить в переговоры с Константином III. Во время переговоров Адарнасе подкупил армянских солдат, захватил Константина III и отправил его к Сумбату в качестве заложника. Там он был заключен в тюрьму в Ани, что положило конец войне: Картли верныли Адарнасе, а трон Абхазии остался вакантным. В Кутаиси фракция абхазских знатных попыталась захватить власть путём переворота, который поддержал Адарнасе IV.
Вакуум власти в Абхазии дал шанс Адарнасе усилиться, взять под контроль Абазию, и попытаться объединить Грузию. Однако, царь Смбат боялся объединенной Грузии больше, чем провизантийской Абхазии, поэтому он заключил соглашение  с Константином III: тот вышел на свободу и захватил Картли, дав за это ряд уступок Смбату.

### Распад Альянса
Адарнасе был вынужден отказаться от своих завоеваний и укрыться в своих владении в Нижнем Тао, где он потерпел поражение в битве. В качестве залога мира он предложил своего старшего сына Давида и помог Смбату идентифицировать своих предателей. Затем Смбат казнил многих дворян и отправил их в изгнание в Абхазию и Византию.
В 905 году Юсуф Ибн Абиль-Садж, эмир Азербайджана, восстал против своего сюзерена Аббасидов, и халиф Аль-Муктафи приказал Смбату положить конец восстанию. Эмиру, однако, удалось проникнуть на территорию Грузии и покорить Кахетию и Тифлисский эмират, прежде чем опустошить Армению. Когда Смбат просит помощи Адарнасе, он отказывается и объединяет силы с Саджидами, который изгнал абхазов из Картли (возвращая провинцию под контроль Адарнасе). В 907 году Адарнасе снова оказался на стороне захватчиков, когда они снова разорили Армению.
В 909 году Юсуф вернулся в Закавказью и напал на Самцхе и Джавахетию, две провинции, официально входившие в состав Иберского царства, но под руководством могущественного князя Ашота Кухи. В 912 году он осадил крепость Квели, которого тогда защищали армяне и, из-за отсутствия грузинской обороны, грузинское ополчение во главе с молодым Гоброном: в конечном итоге он был схвачен и убит Саджидами со 133 его войсками, в то время как «Адарнас тщетно пытается купить их свободу». Многочисленные вторжения привели к голоду в его районах Аджарии и Шавшети.
В 914 году Юсуф направился в Армению, заставив Смбата укрыться в Абхазии. Но он был схвачен на его пути войсками Адарнасе, которые доставили его к эмиру.

### Конец правления
Юсуф сделал дядю Смбата — Ашота Спарапета, царем Армении в 914 году, в то время как новый халиф аль-Муктадир принял новую ситуацию в Закавказье, простил Юсуфа и признал спарапета царем. Адарнасе, по-прежнему в союзе с Саджидами, сначала защищает узурпатора от Ашота II, сына Смбата, который ведет войну сопротивления. Но, опасаясь власти Юсуфа, грузинский царь снова меняет свою верность и в 915 году направляется в Армению с большой армией и короной, с помощью нового царя Абхазии, Георгия II. Адарнасе поднимается во главе Закавказского христианского сопротивления, которое пытается изгнать мусульман, но разрушительные действия, вызванные конфликтом в армянских провинциях, заставляют католикоса Ованнеса V просить Адарнасе отступить, просьба которая была принятая грузинским царем.
Ашот II, которому помогают византийские силы, наконец захватывает власть в 921—922 гг., и региональный геополитический баланс снова меняется: интересы Армении — Ашота II и Грузии — Адарнаса IV совпадают с Византией и Абхазией, что в конечном итоге положить конец влиянию Аббасидов на регион. Когда выясняется, что Абхазия готовит заговор об убийстве Ашота II, Адарнасе и Ашот начинают войну против Георгия II.
В 918 году Гурген II Багратион стал князем Верхнего Тао, его амбиции противопоставило интересам Адарнасе и Ашота, когда он вступил в союз с Абасом Багратуни. Гурген потерпел поражение в битве в 922 году, но этого было недостаточно, чтобы смягчить его стремления, и он значительно увеличил свою силу после смерти Адарнасе. В последние месяцы своего правления Саак Севада, князь Гардмана, вторгся на территорию Адарнасе, но Адарнасе сумел изгнать его с помощью Ашота II.
Владение Адарнасе простирался до Эрзурума после получения многочисленных византийских территорий в качестве подарка. Адарнасе IV посвящает конец своего правления строительству многочисленных церквей по всему своему царству. Умер в 923 году, оставив царство своему старшему сыну Давиду. Византия, вместо того, чтобы укрепить власть последнего, продолжает свою старую политику разделения и предлагает титул куропалата Ашоту, второму сыну Адарнасе. В то время как Баграт Багратион, третий сын, становится магистратом.

### Семья
У Адарнасе было несколько детей, в том числе:
- Давид II Багратион (умер в 937 году), царь иберов (923—937);
- Ашот II Куропалат (умер в 954 году), князь Нижнего Тао (941—954);
- Баграт II Магистрос (умер в 945 году), магистр;
- Сумбат I Багратиони (умер 958), царь иберов (937—958);
- дочь, жена Константина III, царя Абхазии;
- дочь (вероятно), жена Абаса Багратуни.